# Keduwung
Keduwung is een bestuurslaag in het regentschap Pasuruan van de provincie Oost-Java, Indonesië. Keduwung telt 2046 inwoners (volkstelling 2010).